# Visitationsrum
Visitationsrum är ett rum som används av bland annat polisen och tullen för att visitera misstänkta eller gods. Visitationsrum är olika uppbyggda beroende på dess användning. 

## Tullen
I tullens lokaler finns till exempel visitationsbänkar där man kan kontrollera gods och bagage. Ofta finns även förhörsrum i nära anslutning. I dessa lokaler finns även visitationsrum. Visitationsrummen är inredda på ett sånt sätt att misstänkta inte ska kunna skada sig själv eller andra och nyttjas för kroppsvisitation.

## Polisen
Polisens visitationsrum används bland annat för kroppsvisitation. Polisens visitationsrum är ofta belägna i anslutning till arrestlokaler.